# ギャラリーαM
ギャラリーαM（gallery αM）は、東京都新宿区にある、日本の美術展示スペース。

## 沿革
1988年に武蔵野市吉祥寺に開設されたが、2002年3月に閉廊。現代美術分野の新人を主な利用者としていた。
2002年以降、武蔵野美術大学学芸術文化学科の学生が主体となって運営する「αMプロジェクト」として、特定のスペースを持たずに展覧会活動を行い、2009年に馬喰町に開設した「gallery αM」でも、誕生当時の活動主旨を引き継ぎ、展覧会活動を継続した。
2023年に武蔵野美術大学市ヶ谷キャンパス内に移転。
運営委員会が選定するゲスト・キュレーター制度を設けている。

## 企画
- αMプロジェクト1988-1989 谷新
- αMプロジェクト1990-1991 赤津侃
- αMプロジェクト1992-1993 高木修
- αMプロジェクト1994-1995 高島直之
- αMプロジェクト1996-1997 倉林靖
- αMプロジェクト1998-1999 藤枝晃雄
- αMプロジェクト2000-2001 高島直之、林卓行、松本透
- αMプロジェクト2002『媒介者たち』
- αMプロジェクト2003『風景の奪還』
- αMプロジェクト2004 児島やよい
- αMプロジェクト2005『未来のニュアンス―スペースダイアローグ』（キュレーション、岡部あおみ）
- αMプロジェクト2006『生命の部屋』（キュレーション、加藤義夫）
- αMプロジェクト2007『ON THE TRAIL』（キュレーション、鷹見明彦）
- αMプロジェクト2008『現れの空間』（キュレーション、住友文彦）
- αMプロジェクト2009『変成態―リアルな現代の物質性』（キュレーション、天野一夫）
- αMプロジェクト2010『複合回路』
- αMプロジェクト2011『成層圏』
- αMプロジェクト2012『絵画、それを愛と呼ぶことにしよう』（キュレーション、保坂健二朗）
- αMプロジェクト2013『楽園創造(パラダイス) —芸術と日常の新地平—』（キュレーション、中井康之）
- 「パランプセスト 重ね書きされた記憶／記憶の重ね書き」（キュレーション、北澤憲昭、和田浩一（宮城県美術館総括研究員））
- 「資本空間 —スリー・ディメンショナル・ロジカル・ピクチャーの彼岸」（キュレーション、山本和弘）
- 「トランス／リアル — 非実体的美術の可能性」（キュレーション、梅津元）
- 「鏡と穴―彫刻と写真の界面」（キュレーション、光田由里）
- 「絵と、」（キュレーション、蔵屋美香）
- 「東京計画2019」（キュレーション、藪前知子）
- 「約束の凝集」（キュレーション、長谷川新）
- 「判断の尺度」（キュレーション、千葉真智子）
- 「開発の再開発」（キュレーション、石川卓磨）[4]
- 「立ち止まり振り返る、そして前を向く」（キュレーション、大槻晃実）